# ZNF43
ZNF43‏ (Zinc finger protein 43) هوَ بروتين يُشَفر بواسطة جين ZNF43 في الإنسان.